# ميكائيل أندرسون
ميكائيل أندرسون (3 فبراير 1972 أوربرو السويد - ) هو لاعب كرة قدم سويدي يلعب كلاعب وسط.

## روابط خارجية
- ميكائيل أندرسون على موقع Soccerbase.com (لاعب) (الإنجليزية)
- ميكائيل أندرسون على موقع عالم كرة القدم.نت (الإنجليزية)